# Joseph Ier de Schwarzenberg
Pour les articles homonymes, voir Joseph Ier et Schwarzenberg.
Joseph Ier Adam Jean Népomucène François de Paule Joachim Jude Thaddée Abraham prince de Schwarzenberg, en allemand Joseph I. Adam Johann Nepomuk Franz de Paula de Joachim Judas Thaddäu Abraham Fürst von Schwarzenberg (* le 15 décembre 1722 à Vienne- † le 17 février 1782 à Vienne) est un prince du Saint-Empire romain germanique et du royaume de Bohême.

## Biographie
Joseph est le fils d'Adam-François, prince de Schwarzenberg, et d'Eleonore Elisabeth Amalia Magdalena de Lobkowicz (1682-1741).
Il succède à son père à l'âge de dix ans et prend la position de quatrième prince de la maison Schwarzenberg et le titre de chevalier de l'ordre de la toison d'or.
Le 11 juin 1732, son père est tué par l'empereur Charles VI, au cours d'une chasse au cerf sur les possessions impériales. Au moment où celui-ci met en joue des cerfs, le prince passe dans la ligne de tir impériale. Il est enterré dans l'église des Augustins à Vienne
Joseph Ier de Schwarzenberg se marie le 22 août 1741 avec Marie-Thérèse de Liechtenstein (28 décembre 1721-19 janvier 1753), fille de Joseph Johann Adam, prince du Liechtenstein, et de Maria Anna von Oettingen-Spielberg.
Joseph Ier de Schwarzenberg reçoit le 5 décembre 1746 pour la Bohême et le 8 décembre 1746 pour le Saint-Empire romain germanique, le titre de prince au sens élargi que tous les descendants masculins comme féminins auront le titre de « prince » ou de « princesse » de Bohême.

## Enfants
- Johann Ier Népomucène, 5e prince de Schwarzenberg (3 juillet 1742-5 octobre 1789)
- Maria Anna (6 janvier 1744-8 août 1803), se marie en 1764 avec Ludwig von Zinzendorf
- Josef Wenzel (26 mars 1745-4 avril 1764)
- Anton (11 avril 1746-7 mars 1764)
- Maria Theresia (30 avril 1747-21 janvier 1788)
- Marie Eleonore (13 mai 1748-3 mai 1786)
- Franz Josef (8 août 1749-14 août 1750)
- Maria Josepha (24 octobre 1751-7 avril 1755)
- Marie Ernestine (18 octobre 1760-12 avril 1801)

## Titres de noblesses
- Chevalier de la Toison d'Or.
- Prince de Schwarzenberg.